# المينيون: ارتقاء غرو
المينيون: ارتقاء غرو (بالإنجليزية: Minions: The Rise of Gru)) هو فيلم رسوم متحركة كوميدي رقمي أمريكي بتقنية ثلاثية الأبعاد من إنتاج عام 2022، من إخراج كايل بالدا وشارك في إخراجه براد أبلسون وجوناثان دي فال، وهو جزء من السلسلة الرئيسية لأفلام أنا الحقير، بالإضافة إلى أن قصته امتداد لقصة فيلم المينيون (2015) وهي تسبق في التسلسل فيلم أنا الحقير (2010).
يتحدث الفيلم عن غرو، الطفل الذي في الحادية عشرة من عمره، الذي يتوق لأن يكون ضمن فرقة الأشرار الأفضل، محاولًا إثبات جدارته على الرغم من صغر سنه بمساعدة أتباعه الالمينيون.

## القصة
في سبعينات القرن الماضي، يحلم الطفل غرو بأن يصبح أعظم شرير في العالم، بمساعدة المينيونز المخلصين له. حين تُفتح له فرصة للانضمام إلى فريق الأشرار الأسطوري Vicious 6، تنقلب الأمور رأسًا على عقب عندما يسرق حجر الأبراج الصينية ويهرب، مما يجعله مطاردًا من قبل الفريق الخطير.
يتسبب خطأ من أوتو في فقدان الحجر، فينطلق غرو في مغامرة منفردة، ليقع في قبضة الشرير العجوز وايلد ناكلز. وبينما يحاول المينيونز إنقاذ قائدهم، يتعلمون الكونغ فو على يد معلمة غريبة الأطوار، ويواجهون أعداءً أقوياء وسط أجواء من الكوميديا والحركة.
تتطور العلاقة بين غرو وناكلز، ويبدآن في تنفيذ مخططات شريرة معًا، لكن الأشرار الستة يعودون للانتقام خلال احتفالات رأس السنة الصينية. في معركة حاسمة، يتحوّل الأشرار إلى وحوش خارقة، لكن المينيونز، بعد تدريبهم، يظهرون شجاعتهم الحقيقية وينقذون غرو.
ينتهي الصراع بانتصار الأصدقاء، وعودة غرو للعمل مع المينيونز، فيما يكشف ناكلز عن خدعة مفاجئة… ويمهد الطريق لبداية الشرير الذي سيعرفه العالم لاحقًا!

## وصلات خارجية
- المينيون: ارتقاء غرو على موقع IMDb (الإنجليزية)
- المينيون: ارتقاء غرو على موقع ميتاكريتيك (الإنجليزية)
- المينيون: ارتقاء غرو على موقع روتن توميتوز (الإنجليزية)
- المينيون: ارتقاء غرو على موقع نتفليكس (الإنجليزية)
- المينيون: ارتقاء غرو على موقع قاعدة بيانات الأفلام العربية
- المينيون: ارتقاء غرو على موقع ألو سيني (الفرنسية)
- المينيون: ارتقاء غرو على موقع أول موفي (الإنجليزية)
- المينيون: ارتقاء غرو على موقع بوكس أوفيس موجو (الإنجليزية)
- المينيون: ارتقاء غرو على موقع فيلمافينيتي (الإسبانية)
- المينيون: ارتقاء غرو على موقع قاعدة بيانات الأفلام السويدية (السويدية)